# New Haven Challenger 1992
Il New Haven Challenger 1992 è stato un torneo di tennis facente parte della categoria ATP Challenger Series nell'ambito dell'ATP Challenger Series 1992. Il torneo si è giocato a New Haven negli Stati Uniti dal 9 al 14 agosto 1992 su campi in cemento.

## Vincitori

### Singolare
Jimmy Arias ha battuto in finale  Brett Steven con il punteggio di 7–6, 6–2

### Doppio
Todd Nelson /  Leander Paes hanno battuto in finale  Jeremy Bates /  Byron Black con il punteggio di 7–5, 2–6, 7–6